# 齋藤郁真
齋藤 郁真（さいとう いくま、1988年7月28日 - ）は、日本の政治活動家。前法政大学文化連盟委員長で、全日本学生自治会総連合（中核派全学連）委員長を務めていた。

## 来歴
東京都東大和市出身。高校までは陸上部だった。
2007年4月に法政大学法学部政治学科へ入学するも、2008年12月に無期停学と処分され、2010年3月に退学処分とされた。これは法政大学学生運動の一斉検挙に端を発する大学側と学生側の抗争において、齋藤が学生側の政治組織、法政大学文化連盟の委員長として活動して来たことが主要な要因である。法政大学は2009年9月の時点で延べ110人の学生が逮捕されているが、齋藤は「法政大学の現状は危機的であり、『監獄大学』と呼ぶにふさわしい」「今のままの法政では柔軟性のあるリーダーや面白い文化人が生まれなくなる」としている。当初はノンセクトとして活動していたが法政大学を退学処分となった時期から中核派に転向した。
全学連委員長として三里塚闘争（成田空港問題）の三里塚芝山連合空港反対同盟（北原派）のデモ活動や集会に参加している。
2011年、成田空港問題に関する裁判で、三里塚現地闘争本部の撤去の控訴審判決の際、北原派らのメンバーとともに東京高等裁判所で不退去罪で逮捕され、勾留される。
2015年10月27日、京都大学の吉田南1号館前に鉄柵や机でバリケードを築いてストライキを行い授業を妨害したとして、2016年2月29日に京都府警察が威力業務妨害容疑で逮捕した。
2017年10月22日投開票の第48回衆議院議員総選挙に東京8区から政治団体・都政を革新する会公認で出馬（メディアには「諸派」扱い）。北原派、動労総連合傘下の動労水戸、動労西日本が推薦、応援した。結果は得票率1.2%で得票数が2,931票の6人中6位の最下位で落選。法定得票に達せず、供託金没収となった。
2018年9月、中核派全学連大会が開かれ、委員長を退任。後任には高原恭平が選出された。
2019年5月、2018年7月に京都大学構内に出入りしていたことから、住居侵入罪により逮捕された。齋藤が第25回参議院議員通常選挙に東京都選挙区から出馬の準備を進めていて、出馬できなかったことから、中核派及び全学連は「政治弾圧・選挙弾圧」と当局を非難している。

## 共著
- 『情況-反貧困連帯社会の構築』 情況出版、2009年
- 『インパクション-大学は誰のものか？』 インパクト出版会、2010年